# Kantons van Ariège

Wapen van het departement Ariège

Het Franse departement Ariège (09) omvat, sinds de hervorming van de kantons die bij wet doorgevoerd werd in 2013 en voor het eerst toegepast bij de departementsverkiezingen van maart 2015, nog 13 in plaats van 22 kantons. In een aantal gevallen werden afgeschafte kantons in hun geheel toegevoegd aan reeds bestaande kantons, in andere gevallen werden de gemeenten van afgeschafte kantons verdeeld over verschillende bestaande kantons of werden geheel nieuwe kantons gevormd.
Het beoogde doel van de hervorming was kantons te vormen die naar inwoneraantal vergelijkbaar groot zijn (maximaal 20% afwijking van het gemiddelde voor het departement) zodat de vertegenwoordiging van elk kanton in de departementsraad (twee als koppel verkozen raadsleden per kanton) voortaan ook ongeveer een gelijk aantal inwoners zou vertegenwoordigen.
Het gemiddelde inwoneraantal voor een kanton in het departement bedraagt na de hervorming ongeveer 11.750 (pop. municipale 2013). De grootste afwijkingen hiervan zijn er voor Kanton Pamiers-2 (+24%) en Kanton Haute-Ariège (-44%).

## Kantons van het departement Ariège na de hervorming van 2013
Bij de hervorming van de kantons werd geen rekening gehouden met de bestaande arrondissementsgrenzen, als gevolg hiervan liggen kantons niet langer steeds binnen eenzelfde arrondissement.

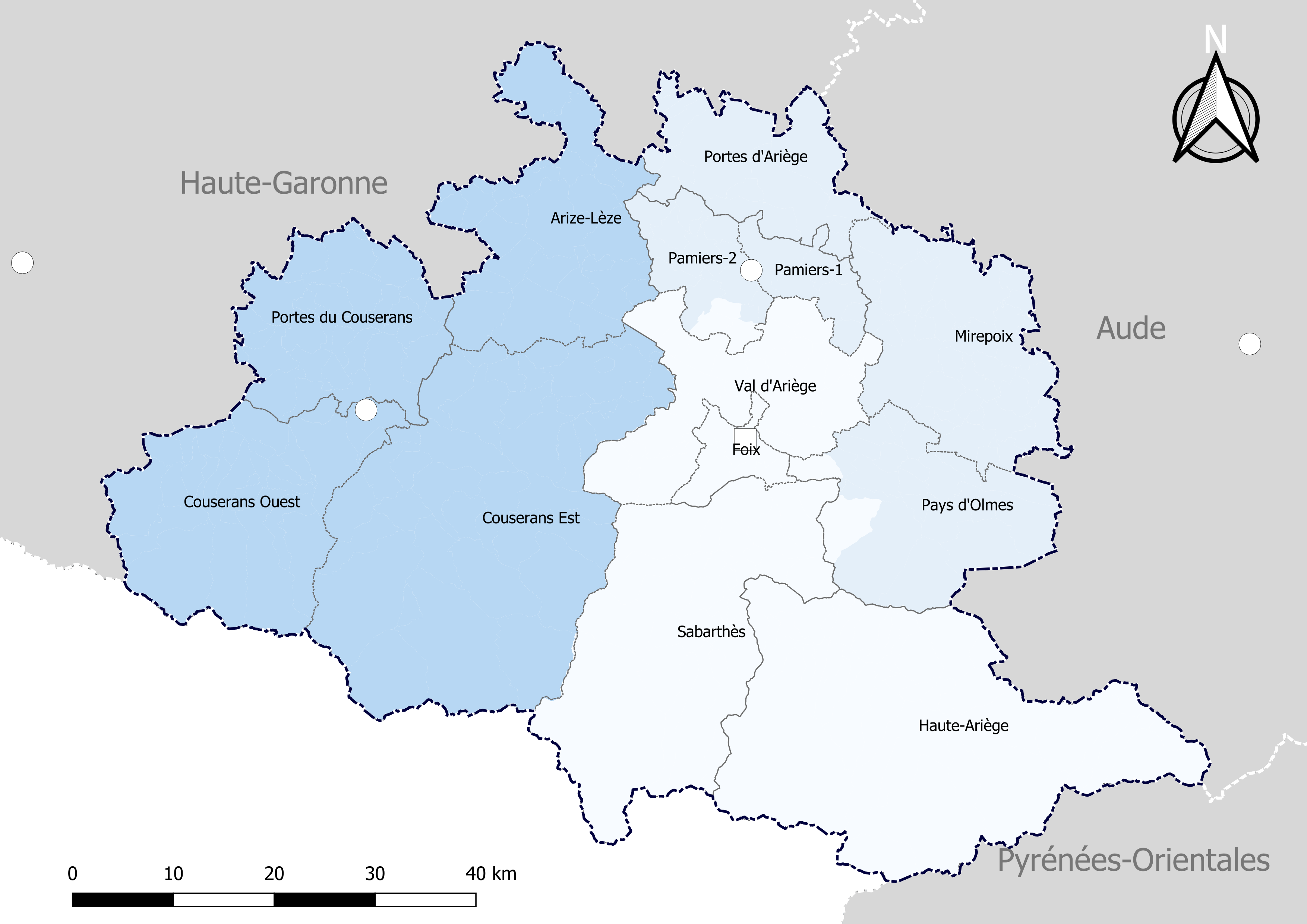
Kantons van Ariège, met de arrondissementen in blauwtinten toestand 1 januari 2019

| Kanton | Kanton                     | Inwoners 2013* | Aantal gemeenten |
| ------ | -------------------------- | -------------- | ---------------- |
| 1      | Kanton Haute-Ariège        | 6.580          | 48               |
| 2      | Kanton Arize-Lèze          | 10.728         | 27               |
| 3      | Kanton Couserans Est       | 9.432          | 37               |
| 4      | Kanton Couserans Ouest     | 10.693         | 30               |
| 5      | Kanton Foix                | 13.715         | 6                |
| 6      | Kanton Mirepoix            | 13.220         | 35               |
| 7      | Kanton Pamiers-1           | 12.488         | 15               |
| 8      | Kanton Pamiers-2           | 14.588         | 8                |
| 9      | Kanton Pays d'Olmes        | 12.752         | 23               |
| 10     | Kanton Portes d'Ariège     | 13.144         | 16               |
| 11     | Kanton Portes du Couserans | 9.520          | 28               |
| 12     | Kanton Sabarthès           | 11.724         | 32               |
| 13     | Kanton Val d'Ariège        | 14.100         | 28               |

Bron: INSEE - *Inwoners 2013 = Population municipale

## Kantons van het departement Ariège voor de hervorming van 2013
| Arrondissement | Arrondissement | Kanton | Kanton                 |
| -------------- | -------------- | ------ | ---------------------- |
| 1              | Foix           | 1      | Ax-les-Thermes         |
| 1              | Foix           | 2      | La Bastide-de-Sérou    |
| 1              | Foix           | 3      | Les Cabannes           |
| 3              | Saint-Girons   | 4      | Castillon-en-Couserans |
| 1              | Foix           | 5      | Foix-Ville             |
| 2              | Pamiers        | 6      | Le Fossat              |
| 1              | Foix           | 7      | Lavelanet              |
| 2              | Pamiers        | 8      | Le Mas-d'Azil          |
| 3              | Saint-Girons   | 9      | Massat                 |
| 2              | Pamiers        | 10     | Mirepoix               |
| 3              | Saint-Girons   | 11     | Oust                   |
| 2              | Pamiers        | 12     | Pamiers-Ouest          |
| 1              | Foix           | 13     | Quérigut               |
| 3              | Saint-Girons   | 14     | Sainte-Croix-Volvestre |
| 3              | Saint-Girons   | 15     | Saint-Girons           |
| 3              | Saint-Girons   | 16     | Saint-Lizier           |
| 2              | Pamiers        | 17     | Saverdun               |
| 1              | Foix           | 18     | Tarascon-sur-Ariège    |
| 2              | Pamiers        | 19     | Varilhes               |
| 1              | Foix           | 20     | Vicdessos              |
| 1              | Foix           | 21     | Foix-Rural             |
| 2              | Pamiers        | 22     | Pamiers-Est            |